# ムンディアリート (女子)
ムンディアリート（西: Mundialito）は、1984年から1988年までイタリアで開催されたナショナルチームによる女子サッカーの国際大会である。

## 概要
1984年当時、FIFA女子ワールドカップはまだ創設されておらず（第1回大会は1991年に開催）、オリンピックのサッカー競技にも女子サッカーは採用されていなかった（初めて採用されたのは1996年のアトランタオリンピック）。1981年9月に日本で大会の前身となる「ポートピア'81」が神戸ポートアイランド博覧会の関連イベントとして開催され、日本代表が東京の西が丘サッカー場でイングランド代表と、神戸の神戸市立中央球技場でイタリア代表と対戦した。なお、この大会では日本はイングランドに0-4で、イタリアに0-9で敗れている。また、デンマーク代表は東京でイングランド代表と対戦し1-0で勝利している。1984年と1985年はラウンドロビン方式で参加4カ国が対戦し、6カ国が参加した1986年と1988年は3カ国ずつ2グループに分けてラウンドロビン方式で戦い、各グループ上位2カ国が準決勝に進む仕組みで行われた。また、1985年大会では、アメリカ合衆国代表が初めて国際試合を戦ったデビュー戦となった。
現在、ポルトガルで開催されているアルガルヴェ・カップは、非公式にではあるが現代のムンディアリートとして知られている。

## 結果
| 回 | 開催年 | 開催国   |              | 決勝戦    | 決勝戦         | 決勝戦         |       | 3位決定戦      | 3位決定戦 | 3位決定戦 |
| 回 | 開催年 | 開催国   | 優勝         | 結果      | 準優勝         | 3位            | 結果  | 4位            |           |           |
| -- | ------ | -------- | ------------ | --------- | -------------- | -------------- | ----- | -------------- | --------- | --------- |
|    | 1981年 | 日本     |              | イタリア  |                | デンマーク     |       | イングランド   |           | 日本      |
| 1  | 1984年 | イタリア | イタリア     | 3 - 1     | 西ドイツ       | イングランド   | 2 - 1 | ベルギー       |           |           |
| 2  | 1985年 | イタリア | イングランド | 3 - 2     | イタリア       | デンマーク     | 1 - 0 | アメリカ合衆国 |           |           |
| 3  | 1986年 | イタリア | イタリア     | 1 - 0     | アメリカ合衆国 | 中華人民共和国 | 2 - 1 | 日本           |           |           |
| 4  | 1988年 | イタリア | イングランド | 2 - 1 aet | イタリア       | アメリカ合衆国 | 1 - 0 | フランス       |           |           |